# Exocentrus rufuloides
Exocentrus rufuloides är en skalbaggsart som beskrevs av Stefan von Breuning 1965. Exocentrus rufuloides ingår i släktet Exocentrus och familjen långhorningar.
Artens utbredningsområde är Laos. Inga underarter finns listade i Catalogue of Life.